# Emmy Zehden
Emmy Zehden, née le 28 mars 1900 à Lübbecke (province de Westphalie) et morte exécutée par décapitation le 9 juin 1944 à Berlin-Plötzensee, est une résistante au nazisme, Témoin de Jéhovah.

## Biographie
Emmy Windhorst est née le 28 mars 1900 dans la petite ville de Lübbecke, au numéro 130. Elle est la fille du cordonnier Wilhelm Windhorst et de Dorothee Wilhelmine Redeker.
Après avoir quitté l'école, elle travaille comme aide-ménagère. Elle vit à Berlin à partir de 1918.  Elle y travaille pendant un an comme jardinière d'enfants puis comme secrétaire à la banque privée Löwenthal. En 1923, à la mort de sa mère, elle recueille son neveu Horst-Günther Schmidt dont celle-ci s'occupait. 
En 1926, Emmy Windhorst épouse Richard Zehden, un homme d'affaires juif. Les parents de Richard Zehden désapprouvent ce mariage avec une non-juive mais lui-même n'est pas particulièrement religieux. En proie à des soucis financiers en cette période de crise, la famille s'installe à Berlin-Spandlau, dans la Franzstrasse, par souci d'économies. À cette époque, les parents biologiques de Horst Schmidt réclament son retour mais une décision du tribunal confirme la garde à la famille Zehden.
En 1930, elle rejoint les Ernste Bibelforscher (de), qui se renommeront plus tard Témoins de Jéhovah.
Peu de temps après l’arrivée au pouvoir des nazis, le mouvement des Témoins de Jéhovah est interdit. La mesure est appliquée à des moments différents dans les différents Länder. En juin 1933, le Land de Prusse, y compris Berlin, ordonne l'interdiction, la dissolution et la confiscation des biens de la communauté religieuse.
La famille Zehden accueille, avec beaucoup de prudence, de petites réunions dans son appartement. En tant que Témoins de Jéhovah, ils refusent d'accrocher des drapeaux à croix gammée aux fenêtres, de faire le « salut hitlérien » et de voter. Ils expliquent d'abord ce refus par le fait que Richard Zehden est juif.
En 1935, ils sont baptisés tous les trois, dans la baignoire de leur appartement.
Richard Zehden est arrêté en 1938. Témoin de Jehova et toujours considéré comme juif par le régime nazi, il est traité durement et  condamné à neuf mois de prison qu'il purge à la prison de Berlin-Plötzensee. À sa sortie de prison, il n'a plus de travail, car son patron juif n'a plus le droit de diriger une entreprise.
En 1938, les parents biologiques de Horst Schmidt demandent à nouveau sa garde, ce qu'ils obtiennent cette fois. Cependant, l'enfant fugue régulièrement pour retourner chez ses parents adoptifs.
Malgré le danger, Emmy Zehden reste fidèle à ses convictions. Elle encourage son neveu Horst Günter Schmidt, qui a reçu un avis de conscription, à refuser le service militaire et le cache ainsi que deux autres objecteurs de conscience, Gerhard Liebold et Werner Gassner dans son appartement à Berlin-Gatow et dans la crèche d'Otto et Jasmine Muhs, également Témoins de Jehova, à Berlin-Staaken,.
La famille Zehden doit à nouveau déménager, leur propriétaire n'acceptant plus de locataires juifs. Ils s'installent à Hohengatow. Richard Zehden ne trouve que des emplois durs et mal payés et ne reçoit qu'une demi-carte de rationnement. Horst n'en reçoit pas du tout parce qu'il vit dans la clandestinité. Emmy Zehden a un emploi de livreuse de journaux.
Le couple Zehden est arrêté en 1942 après la découverte par la Gestapo de la cache des trois jeunes gens. Ils sont emmenés au centre de détention de Berlin Moabit.
Emmy Zehden est emprisonnée dans la prison centrale pour femmes de Berlin, à la Barnimstrasse (de) 10. Elle est accusée d'avoir aidé Horst Schmidt, Gerhard Liebold et Werner Gassner à échapper au service militaire obligatoire en leur fournissant un abri et de la nourriture. Son procès a lieu le 19 novembre 1943 devant le Volksgerichtshof qui la condamne à la peine capitale et à la déchéance civile perpétuelle pour haute trahison et démoralisation de la troupe. Elle est ramenée à la prison pour femmes de la Barnimstrasse. Plusieurs demandes de grâce sont introduites pour elle. Même la prison pour femmes en dépose une, sur base de son bon leadership et son autodiscipline,.
Elle est exécutée par décapitation dans la prison de Plötzensee le 9 juin 1944. Elle précède sur l'échafaud la belge Marie-Louise Henin. Sa lettre d'adieu à Horst met cinquante ans à lui parvenir,,.
Richard Zehden est condamné à neuf mois de détention et déporté dans le camp de concentration de Sachsenhausen, où il est assassiné le 5 novembre 1943.
Horst-Günther Schmidt est arrêté en juin 1943 et condamné à mort le 30 novembre 1944. Après des mois passés en prison, au pénitencier de Brandenburg Göhrden, dans l'attente de son exécution, les mains liées, il est libéré par les soldats russes le 27 avril 1945.
Gerhard Liebold et Werner Gassner sont aussi arrêtés, condamnés et exécutés.[réf. nécessaire]

## Après sa mort

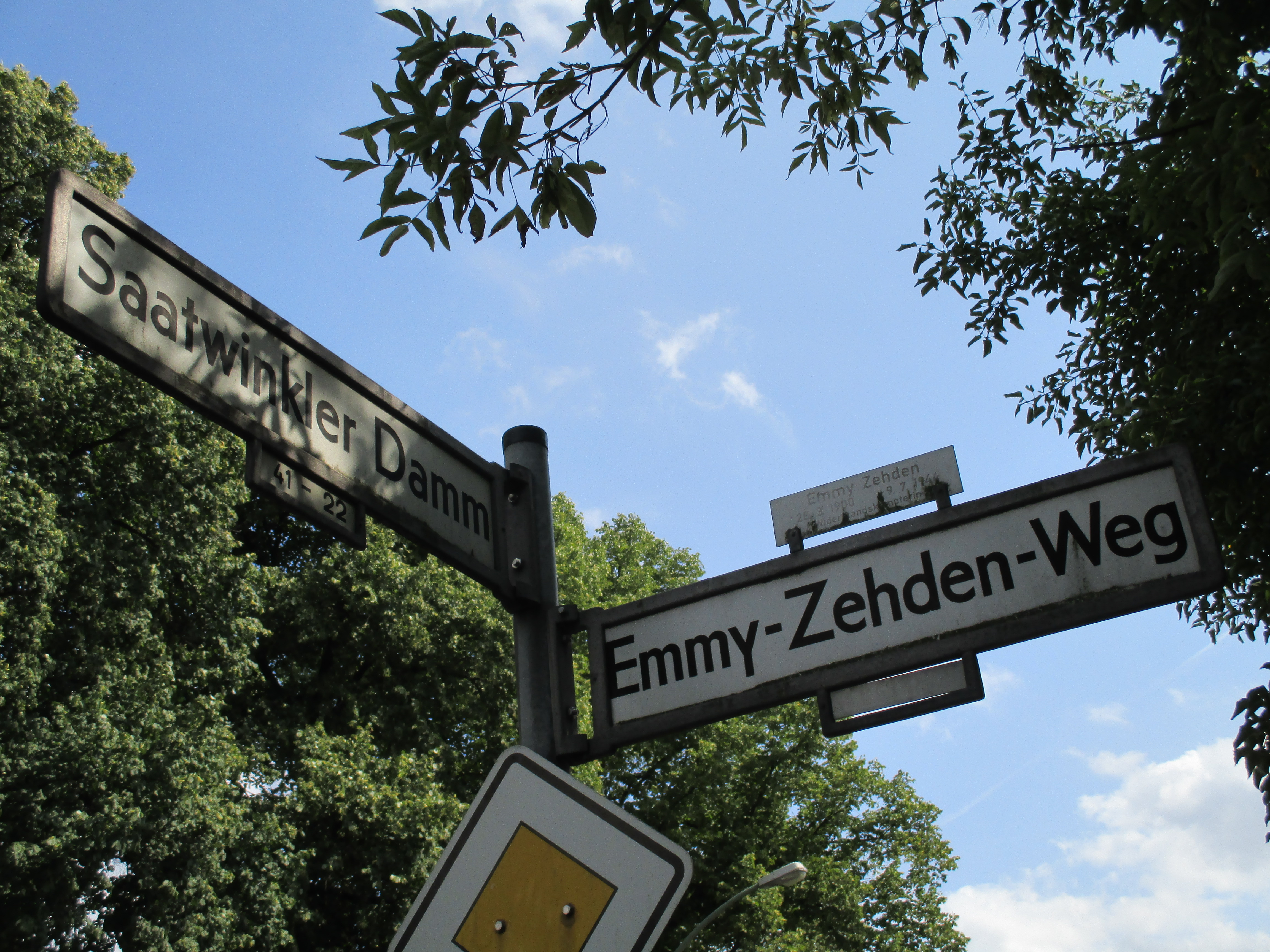
Emmy-Zehden-Weg, Berlin-Charlottenburg-Nord.

Le 7 mai 1992, une artère de Berlin est nommée Emmy-Zehden-Weg dans l'arrondissement de Charlottenburg-Wilmersdorf. Dans son allocution, un représentant des autorités allemandes loue le courage de cette femme, une des nombreuses victimes oubliées de la guerre,.
Une rue lui est aussi été dédiée le 17 mars 2005 dans sa ville natale de Lübbecke.
Un Solperstein est posé le 10 octobre 2011 à Berlin-Wilhelmstadt, Franzstrasse 30-36 .
En 1982, le photographe Raffael Rheinsberg (de) dédie son livre Botschaften. Archäologie eines Krieges à Emmy Zehden,.
Les Témoins de Jéhova sont considérés comme des « victimes oubliées » de l'ère nazie : plus de 1 500 d'entre eux sont morts dans les prisons et les camps de concentration ou ont été exécutés. Le Bundestag décide, en juin 2023, la construction d'un mémorial pour les Témoins de Jéhovah persécutés et assassinés pendant l'époque nazie qui se situera à Berlin-Tiergarten.